# Timang Rasa (Tanoh Alas)
Timang Rasa is een bestuurslaag in het regentschap Aceh Tenggara van de provincie Atjeh, Indonesië. Timang Rasa telt 314 inwoners (volkstelling 2010).